# Малая Атня (Атнинский район)
Ма́лая Атня́ (тат. Кече Әтнә) — деревня в Атнинском районе Республики Татарстан, в составе Большеатнинского сельского поселения.

## Этимология
Топоним произошёл от татарского слова «кече» (малый) и ойконима «Әтнә» (Атня).

## География
Деревня находится в верховье реки Атня, в 2 км к югу от районного центра — села Большая Атня.

## История
Деревня известна с периода Казанского ханства. 
На северной окраине деревни, на заброшенном кладбище выявлено 6 надгробных камней различной сохранности, датируемых XV – началом XVI века.
В XVII веке жители деревни относились к сословию ясачных татар. Так, ясачные татары (в рукописи «чуваши») деревни Малой Атни в 1616 году оспаривали своё право на пустошь Чарашевскую, которой они пользовались лет 60 без дач, по старине.
В XVIII – первой половине XIX века жители относились к сословию государственных крестьян. Основные занятия жителей в этот период – земледелие и скотоводство.
В «Списке населенных мест по сведениям 1859 года», изданном в 1866 году, населённый пункт упомянут как казённая деревня Малая Атня 2-го стана Казанского уезда Казанской губернии. Располагалась при безымянном ручье, по левую сторону большого торгового тракта из Казани в Уржум, в 55 верстах от губернского города Казани и в 28 верстах от становой квартиры в заштатном городе Арске. В деревне в 76 дворах жили 576 человек (286 мужчин и 290 женщин). Была мечеть.
В начале XX века в деревне функционировали мечеть, 3 ветряные мельницы, 2 мелочные лавки. В этот период земельный надел сельской общины составлял 968 десятин.
В 1908 году открыта начальная школа, действовала до 2010 года.
До 1920 года деревня входила в Больше-Атнинскую волость Казанского уезда Казанской губернии. С 1920 года в составе Арского кантона ТАССР. С 10 августа 1930 года в Тукаевском (с 25 марта 1938 года — Атнинский), с 12 октября 1959 года в Тукаевском, с 1 февраля 1963 года в Арском, с 25 октября 1990 года в Атнинском районах.

## Население
| 1782 | 1859 | 1897 | 1908 | 1920 | 1926 | 1938 | 1949 | 1958 | 1970 | 1979 | 1989 | 2002 | 2010 | 2015 |
| ---- | ---- | ---- | ---- | ---- | ---- | ---- | ---- | ---- | ---- | ---- | ---- | ---- | ---- | ---- |
| 94   | 576  | 1002 | 1164 | 1033 | 858  | 974  | 608  | 506  | 433  | 412  | 334  | 252  | 256  | 237  |

Национальный состав деревни — татары.

## Экономика
Жители работают преимущественно в ООО «Тукаевский» и ООО «Сельхозтехника» (полеводство, овцеводство).

## Инфраструктура
В селе действуют клуб, библиотека.

## Религия
Мечеть.